# Rebranding
Le rebranding, changement (de nom, de logo...), en français, est une stratégie de marketing dans laquelle un nouveau nom, terme, symbole, design, concept ou combinaison de ceux-ci est créé pour une marque établie avec l'intention de développer une nouvelle identité différenciée dans l'esprit des consommateurs, des investisseurs, des concurrents et d'autres parties prenantes. Cela implique souvent des changements radicaux du logo, du nom, des noms légaux, de l'image, de la stratégie marketing et des thèmes publicitaires d'une marque. De tels changements visent généralement à repositionner la marque/l'entreprise, parfois à se distancer des connotations négatives de la marque précédente, ou à faire monter la marque sur le marché; ils peuvent également communiquer un nouveau message qu'un nouveau conseil d'administration souhaite communiquer.
Le changement de marque peut être appliqué à de nouveaux produits, à des produits matures ou même à des produits encore en développement. Le processus peut se produire par le biais d'un changement de stratégie de marketing ou dans diverses autres situations telles que la restructuration d'entreprise du Chapitre 11, la lutte contre les syndicats ou la faillite. Le changement de marque peut également faire référence à un changement dans une entreprise ou une marque d'entreprise qui peut posséder plusieurs sous-marques pour des produits ou des entreprises.

## Rebranding de l'entreprise
Le changement de marque est devenu une mode au tournant du millénaire, certaines entreprises ayant changé de marque à plusieurs reprises. Le changement de marque de Philip Morris en Altria a été fait pour aider l'entreprise à se débarrasser de son image négative. D'autres changements de nom, tels que la tentative de la poste Britannique de se rebaptiser Consignia, se sont avérés un tel échec que des millions de plus ont dû être dépensés pour revenir à la case départ.
Dans une étude portant sur 165 cas de rebranding, Muzellec et Lambkin ont constaté que, qu'un changement de marque découle d'une stratégie d'entreprise (par exemple, M&A) ou constitue la véritable stratégie marketing (changer la réputation de l'entreprise). Il vise à améliorer, regagner, transférer et/ou recréer la valeur de la marque de l'entreprise.
Selon Roger Sinclair, les entreprises du monde entier reconnaissent la valeur des marques. « Les marques, semble-t-il, aux côtés de la propriété des droits d'auteur et des marques, des logiciels informatiques et du savoir-faire spécialisé, sont désormais au cœur de la valeur immatérielle que les investisseurs accordent aux entreprises. » Les entreprises du 21e siècle peuvent juger nécessaire de relooker leur marque en termes de pertinence pour les consommateurs et l'évolution du marché. Les projets de rebranding réussis peuvent donner à une marque une meilleure situation qu'auparavant.
Le marketing développe la prise de conscience et les associations à la mémoire des clients afin qu'ils connaissent (et se voient rappeler) les marques pour répondre à leurs besoins. Une fois en position de chef de file, c'est le marketing, la qualité constante du produit ou du service, des prix raisonnables et une distribution efficace qui garderont la marque en tête du peloton et apporteront de la valeur à ses propriétaires.

### Motivation
Les entreprises changent souvent de nom afin de répondre à des problèmes externes et/ou internes. Les entreprises ont généralement des cycles de changement de marque afin de se tenir au courant de leur temps ou de se donner une longueur d'avance sur la concurrence. Les entreprises utilisent également le changement de marque comme un outil de marketing efficace pour cacher les mauvaises pratiques du passé, éliminant ainsi les connotations négatives qui pourraient potentiellement affecter la rentabilité.
Des sociétés telles que Citigroup, AOL, American Express et Goldman Sachs utilisent toutes des fournisseurs tiers spécialisés dans la stratégie de marque et le développement de l'identité d'entreprise. Les entreprises investissent des ressources précieuses dans le rebranding et les fournisseurs tiers, car c'est un moyen de les protéger contre le blackball des clients sur un marché très concurrentiel. Le Dr Roger Sinclair, un expert de premier plan de l'évaluation de la marque et de la pratique de l'équité de la marque dans le monde entier, a déclaré : « Une marque est une ressource acquise par une entreprise qui génère des avantages économiques futurs ». Une fois qu'une marque a des connotations négatives qui lui sont associées, cela ne peut que conduire à une baisse de rentabilité et éventuellement à une faillite complète de l'entreprise.[réf. nécessaire]

#### Différenciation des concurrents
Les entreprises se différencient de leurs concurrents en intégrant des pratiques allant du changement de logo au passage au vert. La différenciation des concurrents est importante afin d'attirer plus de clients et un moyen efficace d'attirer des employés plus désirables. Le besoin de différenciation est particulièrement répandu dans les marchés saturés tels que le secteur des services financiers.

#### Élimination d'une image négative
Les organisations peuvent changer de marque intentionnellement pour se débarrasser des images négatives du passé. La recherche suggère que «l'inquiétude concernant les perceptions externes de l'organisation et de ses activités» peut jouer le rôle de moteur majeur dans les exercices de changement de marque.
Dans un contexte d'entreprise, les gestionnaires peuvent utiliser le changement de marque comme une stratégie de marketing efficace pour cacher les mauvaises pratiques et éviter ou éliminer les connotations négatives et la baisse de rentabilité. Des sociétés telles que Philip Morris USA, Blackwater et AIG ont changé de nom afin de se débarrasser des images négatives. Philip Morris USA a renommé son nom et son logo Altria le 27 janvier 2003 en raison des connotations négatives associées aux produits du tabac qui auraient pu affecter la rentabilité d'autres marques de Philip Morris telles que Kraft Foods.
En 2008, l'image d'AIG a été endommagée en raison de la nécessité d'un plan de sauvetage fédéral pendant la crise financière. AIG a été renfloué parce que le Trésor américain a déclaré qu'AIG était trop gros pour faire faillite en raison de sa taille et de ses relations complexes avec les contreparties financières. AIG elle-même est une grande entreprise internationale; cependant, les filiales AIG Retirement et AIG Financial ont été laissées avec des connotations négatives en raison du plan de sauvetage. En conséquence, AIG Financial Advisors et AIG Retirement se sont respectivement rebaptisés Sagepoint Financial et VALIC (Variable Annuity Life Insurance Company) pour se débarrasser de l'image négative associée à AIG.

#### Part de marché perdue
Les marques changent souvent de nom en réaction à la perte de parts de marché. Dans ces cas, les marques sont devenues moins significatives pour les publics cibles et, par conséquent, ont perdu leur part au profit des concurrents[réf. nécessaire].
Dans certains cas, les entreprises essaient de s'appuyer sur toute équité perçue qui, selon elles, existe encore dans leur marque. Radio Shack, par exemple, s'est rebaptisée "the Shack" en 2008, mais le changement de marque ne s'est jamais réalisé en une augmentation de part de marché dans le secteur de la vente au détail. En 2017, Radio Shack avait considérablement réduit sa présence physique au détail, fermant plus de 1000 magasins et passant à un modèle commercial de vente au détail principalement en ligne.

#### Situations émergentes
Le changement de marque peut également se produire involontairement à la suite de situations émergentes telles que la «restructuration d'entreprise selon le chapitre 11» ou la «faillite». Le chapitre 11 est la réhabilitation ou la réorganisation utilisée principalement par les débiteurs commerciaux. Elle est plus connue sous le nom de faillite d'entreprise, qui est une forme de réorganisation financière d'entreprise qui permet aux entreprises de fonctionner pendant qu'elles remboursent leur dette. Des sociétés telles que Lehman Brothers Holdings Inc, Washington Mutual et General Motors ont toutes déposé leur bilan en vertu du chapitre 11.
Le 1er juillet 2009, General Motors a déposé son bilan, qui a été exécutée le 10 juillet 2009. General Motors a décidé de renommer toute sa structure en investissant davantage dans les automobiles Chevrolet, Buick, GMC et Cadillac. En outre, il a décidé de vendre Saab Automobile et de mettre fin aux marques Hummer, Pontiac et Saturn. General Motors rebaptisé en déclarant qu'ils réinventent et renaissent l'entreprise comme «le nouveau GM» avec «moins de marques plus fortes. Moins de modèles plus forts. Une plus grande efficacité, une meilleure économie de carburant et de nouvelles technologies », comme indiqué dans leur publicité de réinvention. La publicité de réinvention de General Motors a également déclaré que l'élimination des marques «ne consiste pas à faire faillite, mais à se mettre au travail».

#### Rester pertinent
Les entreprises peuvent également choisir de changer de marque pour rester pertinentes pour leurs (nouveaux) clients et parties prenantes. Cela peut se produire lorsque l'activité d'une entreprise a changé, par exemple son orientation stratégique et son orientation sectorielle, ou lorsque sa marque ne correspond plus à sa (nouvelle) clientèle. Par exemple, une entreprise peut changer de nom pour que son nom fonctionne sur le nouveau marché dans lequel elle entre, pour des raisons de culture ou de langue, par exemple pour faciliter la prononciation.
Le rebranding est également un moyen de rafraîchir une image pour assurer son attrait auprès des clients et parties prenantes contemporains. Ce qui paraissait autrefois nouveau et pertinent ne le sera peut-être plus des années plus tard.

## Rebranding du produit
Quant aux offres de produits, lorsqu'elles sont commercialisées séparément sur plusieurs marchés cibles, cela s'appelle la segmentation du marché. Lorsqu'une partie d'une stratégie de segmentation du marché consiste à proposer des produits sensiblement différents sur chaque marché, on parle de différenciation des produits. Ce processus de segmentation du marché / différenciation des produits peut être considéré comme une forme de rebranding. Ce qui le distingue des autres formes de rebranding, c'est que le processus n'entraîne pas l'élimination de l'image de marque d'origine. Le changement de marque de cette manière permet d'utiliser un ensemble d'ingénierie et d'assurance qualité pour créer plusieurs produits avec un minimum de modifications et des frais supplémentaires. Une autre forme de changement de marque de produit est la vente d'un produit fabriqué par une autre entreprise sous un nouveau nom: un fabricant de conception originale est une entreprise qui fabrique un produit, souvent dans un endroit où les coûts d'exploitation sont inférieurs, qui est finalement commercialisé par une autre entreprise. .
À la suite d'une fusion ou d'une acquisition, les entreprises renomment généralement les produits nouvellement acquis pour les garder cohérents avec une gamme de produits existante, telle que Symantec plaçant les logiciels de sécurité et utilitaires acquis sous sa marque Norton (elle-même une émanation du produit phare Norton Antivirus). Cela peut également se produire à l'inverse si une marque acquise bénéficie d'une plus large reconnaissance sur le marché que celle de l'acheteur, comme Chemical Bank prenant la marque Chase après sa fusion avec l'entreprise,,,.

## Rebranding des petites entreprises
Les petites entreprises sont confrontées à des défis différents de ceux des grandes entreprises et doivent adapter leur stratégie de changement de marque en conséquence.
Plutôt que de mettre en œuvre le changement progressivement, les petites entreprises sont parfois mieux servies en renommant leur image dans un court laps de temps — en particulier lorsque la notoriété de la marque existante est faible. « La première impression puissante sur les nouveaux clients rendue possible par la conception de marque professionnelle l'emporte souvent sur la faible reconnaissance de la marque d'une image obsolète ou mal conçue auprès des clients existants ».
Un changement d'image dans une grande entreprise peut avoir des répercussions coûteuses (mise à jour de la signalétique sur plusieurs sites, grandes quantités de collatéral existant, communication avec un grand nombre d'employés, etc.), tandis que les petites entreprises peuvent bénéficier d'une plus grande mobilité et mettre en œuvre le changement plus rapidement.
Alors que les petites entreprises peuvent connaître une croissance sans nécessairement avoir une image de marque conçue par des professionnels, « le changement de marque devient une étape critique pour une entreprise à considérer sérieusement lorsqu'elle se développe vers des marchés plus agressifs et fait face à des concurrents avec une image de marque plus établie ».

## Impact du changement de marque
La nature omniprésente d'une marque d'entreprise ou de produit à travers tous les points de contact client fait du changement de marque une tâche lourde pour les entreprises. Selon le modèle de l'iceberg, 80% de l'impact est caché. Le niveau d'impact du changement de marque dépend du degré auquel la marque est modifiée.
Il existe plusieurs éléments d'une marque qui peuvent être modifiés lors d'un changement de marque, notamment le nom, le logo, le nom légal et l' identité d'entreprise (y compris l'identité visuelle et l'identité verbale). Les modifications apportées uniquement au logo de l'entreprise ont le plus faible impact (appelé échange de logo), et les modifications apportées au nom, au nom légal et à d'autres éléments d'identité toucheront toutes les parties de l'entreprise et peuvent entraîner des coûts élevés et un impact sur de grandes organisations complexes.
Le changement de marque affecte non seulement le matériel marketing, mais également les canaux numériques, les URL, la signalisation, les vêtements et la correspondance.